# Municipio de Beaver (condado de Buffalo)
El municipio de Beaver (en inglés: Beaver Township) es un municipio ubicado en el condado de Buffalo en el estado estadounidense de Nebraska. En el año 2010 tenía una población de 179 habitantes y una densidad poblacional de 1,93 personas por km².

## Geografía
El municipio de Beaver se encuentra ubicado en las coordenadas 41°0′17″N 98°59′54″O / 41.00472, -98.99833. Según la Oficina del Censo de los Estados Unidos, el municipio tiene una superficie total de 92.59 km², de la cual 92,29 km² corresponden a tierra firme y (0,33 %) 0,3 km² es agua.

## Demografía
Según el censo de 2010, había 179 personas residiendo en el municipio de Beaver. La densidad de población era de 1,93 hab./km². De los 179 habitantes, el municipio de Beaver estaba compuesto por el 100 % blancos. Del total de la población el 0 % eran hispanos o latinos de cualquier raza.